# فرانك إدواردز (مغني)
فرانك إدواردز (بالإنجليزية: Frank Edwards)‏ هو مغني أمريكي، ولد في 20 مارس 1909، وتوفي في 22 مارس 2002 بسبب نوبة قلبية.

## وصلات خارجية
- فرانك إدواردز على موقع ميوزك برينز (الإنجليزية)
- فرانك إدواردز على موقع ديسكوغز (الإنجليزية)